# Liste von Söhnen und Töchtern der Stadt Porto
Die folgende Liste enthält in Porto geborene Persönlichkeiten, chronologisch aufgelistet nach dem Geburtsjahr. Die Liste erhebt keinen Anspruch auf Vollständigkeit.

## In Porto geborene Persönlichkeiten

### Bis 1800

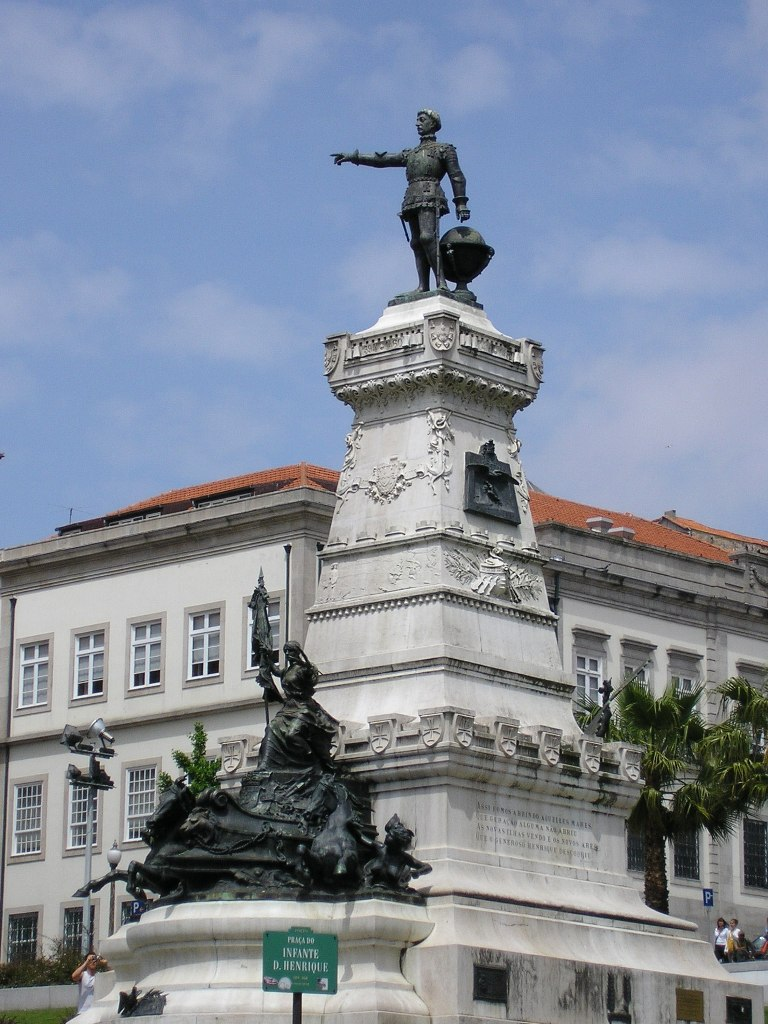
Denkmal für den Infanten Heinrich den Seefahrer

- Heinrich der Seefahrer (1394–1460), Infant von Portugal aus dem Hause Avis
- Pêro Vaz de Caminha (vermutlich 1445–1500), Cabrals Schreiber, verfasste den Brief, der die „Entdeckung“ Brasiliens ankündigte (Carta do Achamento do Brasil)
- Pedro de Porto (1465/70–1535), Komponist von Renaissancemusik
- Estêvão Gomes (1483–1538), Seefahrer und Entdecker
- João Nunes Barreto (um 1519–1562), Jesuitenmissionar
- Inácio de Azevedo (1527–1570), jesuitischer Missionar
- Uriel da Costa (1585–1640), Religionsphilosoph, Theologiekritiker und Freidenker
- Bernarda Ferreira de Lacerda (1596–1644 oder 1645), Gelehrte, Lyrikerin und Theaterautorin
- Tomás Pinto Brandão (1664–1743), Lyriker
- Luiz de Castro Pereira (1768–1822), Bischof, Prälat von Cuiabá (Brasilien)
- Ignacio José de Macedo (1774–1834), Geistlicher
- Domingos Vieira (1775–1857), Theologe, Romanist, Lusitanist und Lexikograph
- Pedro Gabe (1778–1831), Kaufmann, Schriftsteller und Diplomat
- Antonio Pinto Soares (1780–1865), Staatsoberhaupt (Jefe de Estado) von Costa Rica
- José Joaquim Lopes de Lima (1796/1798–1852), Offizier, Politiker und Administrator
- Almeida Garrett (1799–1854), Schriftsteller und Dramatiker

### 1801 bis 1850
- Joaquim Augusto Kopke (1806–1895), Unternehmer und Militär, letztes Oberhaupt der deutschstämmigen Kopke-Portwein-Dynastie
- Diogo Kopke (1808–1844), Publizist, Dozent, Journalist und Militär
- Tomás de Carvalho (1819–1897), Arzt, Professor der Medizin und Politiker
- Soares de Passos (1826–1860), Lyriker
- Bento da França Pinto de Oliveira (1833–1889), Offizier und Kolonialverwalter
- Ramalho Ortigão (1836–1915), Dichter
- Júlio Dinis (1839–1871), Arzt und Schriftsteller
- Arthur Roope Hunt (1843–1914), Geologe
- Arthur Napoleão (1843–1925), Wunderkind am Klavier, später brasilianischer Komponist
- Guilherme Braga (1845–1874), Dichter
- Francisco Marques de Sousa Viterbo (1845–1910), Dichter, Archäologe, Historiograph und Journalist
- João Maria Pereira (* 1846), Offizier und Kolonialverwalter
- Joaquim de Vasconcelos (1849–1936), Musik- und Kunstschriftsteller, Kritiker und Historiker
- António Carvalho de Silva Porto (1850–1893), Maler

### 1851 bis 1900
- Alfredo Napoleão (1852–1917), portugiesischer und brasilianischer Komponist und Pianist
- Artur Alberto de Campos Henriques (1853–1922), Politiker
- João Marques de Oliveira (1853–1927), Maler
- Artur Loureiro (1853–1932), Maler
- Ricardo Jorge (1858–1939), Wissenschaftler, Mediziner, Hygieniker
- Venceslaus de Sousa Pereira de Lima (1858–1919), Politiker, 1909 Premierminister
- António Cálem (1860–1932), Kaufmann
- Hal De Forrest (1861–1938), Theater- und Stummfilm-Schauspieler in den USA
- Aurélio Paz dos Reis (1862–1931), Pflanzenzüchter, Fotograf, Pionier des Portugiesischen Films
- Duarte Leite (1864–1950), Historiker, Journalist, Diplomat und Politiker
- Albertina Paraíso (1864–1954), Dichterin, Journalistin und Frauenrechtlerin
- Artur Augusto da Fonseca Cardoso (1865–1912), Kolonialoffizier und Anthropologe
- Amália Luazes (1865–1938), Pädagogin und Schriftstellerin
- Basílio Teles (1866–1923), Schriftsteller und Politiker
- António Nobre (1867–1900), Lyriker
- Raul Brandão (1867–1930), Schriftsteller
- José Marques da Silva (1869–1947), Architekt
- Domingos Alvão (1872–1946), Fotograf
- Ângelo de Lima (1872–1921), moderner Lyriker
- Augusto Gil (1873–1929), Lyriker
- Félix Bermudes (1874–1960), Dramatiker und Sportschütze
- Manuel Pio Correia (1874–1934), Botaniker
- Alfonso Nunes de Mattos (1875–1946), Filmproduzent
- António Patrício (1878–1930), Dramatiker, Schriftsteller und Diplomat
- Abigail de Paiva Cruz (1883–1944), Malerin, Bildhauerin, Spitzenklöpplerin und Frauenrechtlerin
- Guilhermina Suggia (1885–1950), Cellistin, eine der ersten Frauen, die mit dem Cello Karriere machten; sie besaß das später nach ihr benannte Stradivari-Cello „Bonamy Dobree-Suggia“ von 1717
- Carlos Maia Pinto (1886–1932), Politiker und Premierminister
- José Mouzinho de Albuquerque (1886–1965), Springreiter, Offizier und Militärattaché
- Aurora Teixeira de Castro (1891–1938), Juristin, Autorin und Frauenrechtlerin, erste Notarin Europas
- Manuel de Abreu Ferreira de Carvalho (1893–1968), Offizier und Gouverneur
- Maria Henriques Osswald (1893–1988), Schriftstellerin und Übersetzerin
- José Maria Ferreira de Castro (1898–1974), Schriftsteller
- Botelho Moniz (1900–1970), General während des Estado Novo
- José Gomes Ferreira (1900–1985), Schriftsteller und Lyriker

### 1901 bis 1950
- Pedro Homem de Mello (1904–1984), Lyriker und Jurist
- Francisco Jose Lahmeyer Bugalho (1905–1949), Dichter deutscher Abstammung, Vater des Dichters und Germanisten Cristovam Pavia
- Agostinho da Silva (1906–1994), Philosoph und Autor
- Adolfo Casais Monteiro (1908–1972), Schriftsteller
- Manoel de Oliveira (1908–2015), Filmregisseur und Nestor der Filmkunst in Portugal
- Edgar Cardoso (1913–2000), Brückenbauingenieur
- Maria José Marques da Silva (1914–1996), Architektin
- Kaúlza Oliveira de Arriaga (1915–2004), General, Schriftsteller und Politiker
- Sophia de Mello Breyner Andresen (1919–2004), Schriftstellerin
- Manuel Pereira da Silva (1920–2003), Bildhauer
- José Bernardino Ramalhete (1921–2018), Architekt
- Tomás de Melo Breyner Andresen (1922–1993), Diplomat
- Vasco de Lima Couto (1923–1980), Dichter und Schauspieler
- Fernando Távora (1923–2005), Architekt und der Begründer der „Schule von Porto“
- António Matos Veloso (1923–2014), Architekt
- Walter Osswald (* 1928), Arzt, Pharmakologe und Medizinethiker.
- Ana Hatherly (1929–2015), Lyrikerin, Philologin und Hochschullehrerin
- Álvaro Siza Vieira (* 1933), Architekt, Távoras Schüler
- Artur Guimarães Coelho (* 1934), Radrennfahrer
- Francisco Sá Carneiro (1934–1980), Ministerpräsident der Dritten Republik
- Mário de Araújo Cabral (1934–2020), Automobilrennfahrer
- Paulo Rocha (1935–2012), Filmregisseur
- Alexandre Soares dos Santos (1935–2019), Unternehmer
- Areosa Pena (1937–1981), portugiesisch-mosambikanischer Journalist
- Alberto Pimenta (* 1937), Schriftsteller, Hochschullehrer, Germanist, Übersetzer und Performer
- Jorge Nuno Pinto da Costa (1937–2025), Präsident des Fußballvereins FC Porto
- Álvaro Cassuto (* 1938), Dirigent und Komponist
- Januário Torgal Mendes Ferreira (* 1938), Militärbischof von Portugal
- Alfredo Tropa (1939–2020), Regisseur
- Manuel Casimiro (* 1941), Maler, Fotograf, Designer, Bildhauer und Filmregisseur
- Mário Cláudio (* 1941), Schriftsteller, Dichter und Essayist
- José Mário Branco (1942–2019), Sänger und Komponist
- Adriano Correia de Oliveira (1942–1982), Protestsänger, Fadosänger und Komponist
- Vasco Graça Moura (1942–2014), Jurist, Politiker, Schriftsteller und Übersetzer
- Saheb Sarbib (* 1944), algerisch-amerikanischer Jazzmusiker
- Artur Barrio (* 1945), portugiesisch-brasilianischer Künstler
- Sérgio Godinho (* 1945), Poet, Musiker, Komponist und Sänger
- Artur Jorge (1946–2024), Fußballspieler und -trainer
- Maria de Belém Roseira (* 1949), Juristin und Politikerin
- Humberto Coelho (* 1950), Fußballspieler und -trainer

### 1951 bis 1960
- José Calvário (1951–2009), Musiker, Komponist und Dirigent
- Souto Moura (* 1952), Architekt, Tavoras und Sizas Schüler
- Miguel Sousa Tavares (* 1952), Schriftsteller und Journalist
- Amadeu Baptista (* 1953), Lyriker und Übersetzer
- José Carvalho (* 1953), olympischer Leichtathlet
- José Alberto Costa (* 1953), Fußballspieler
- Alda Sousa (* 1953), Politikerin
- Fernando Magalhães (1954–2013), Journalist und Fernsehkorrespondent
- João Paulo Borges Coelho (* 1955), mosambikanischer Schriftsteller
- Mísia (1955–2024), Fadosängerin, Wegbereiterin zu dessen Wiederbelebung und Erneuerung
- Elisa Ferreira (* 1955), Politikerin
- Fernando Gomes (1956–2022), Fußballspieler
- Augusto Santos Silva (* 1956), Politiker und Hochschullehrer, mehrmaliger Minister
- José Pedro Aguiar Branco (* 1957), Jurist und Politiker, Verteidigungsminister
- João Canijo (* 1957), Regisseur
- Joaquim Pinto (* 1957), Filmregisseur
- Rui Rio (* 1957), Politiker, ehemaliger Bürgermeister von Porto
- Dona Rosa (* 1957), blinde Fadosängerin
- Luís de Almeida Sampaio (* 1957), Botschafter Portugals in Deutschland
- Rosa Mota (* 1958), Marathonläuferin und zweimalige Olympiasiegerinnen (1984 und 1988)
- Ana Bustorff (* 1959), Schauspielerin
- Adriano Luz (* 1959), Schauspieler und Theaterregisseur
- Paulo Moura (* 1959), Journalist
- Pedro Abrunhosa (* 1960), Jazz- und Popmusiker, Autor

### 1961 bis 1970
- José Azeredo Lopes (* 1961), Jurist, Hochschullehrer und Politiker, Verteidigungsminister ab 2015
- Paulo Gaio Lima (1961–2021), Cellist und Musikpädagoge
- Ni Amorim (* 1962), Rennfahrer
- Jaime Magalhães (* 1962), Fußballspieler
- Pedro Cordeiro (* 1963), Tennisspieler
- Pedro Chaves (* 1965), Rennfahrer
- Rolando Freitas (* 1965), Handballtrainer
- Rui Poças (* 1966), Kameramann
- Catarina Alves Costa (* 1967), Dokumentarfilmerin und Anthropologin
- Maria José Costeira (* 1967), Richterin am Gericht der Europäischen Union
- Alberta Marques Fernandes (* 1968), Journalistin
- Cristina Pereira (1968–2009), Volleyball- und Beachvolleyballspielerin
- Paulo Duarte (* 1969), Fußballtrainer
- Diogo Feio (* 1970), Politiker
- Nuno Marques (* 1970), Tennisspieler

### 1971 bis 1980
- Jorge Costa (1971–2025), Fußballspieler und -trainer
- João Pinto (* 1971), Fußballspieler
- Tiago Guedes (* 1971), Regisseur
- Miguel Maia (* 1971), Volleyball- und Beachvolleyballspieler
- Miguel Ramos (* 1971), Autorennfahrer
- Carlos Resende (* 1971), Handballspieler und -trainer
- Camilo Rebelo (* 1972), Architekt und Professor
- Ricardo Sá Pinto (* 1972), Fußballspieler
- Rita Sousa Uva (* 1972), Luftfahrtrechtlerin und Schriftstellerin
- Ricardo Trêpa (* 1972), Schauspieler
- Miguel Cadilhe (* 1973), Film- und Fernsehregisseur und -produzent
- Raquel Freire (* 1973), Filmschaffende
- Luís Montenegro (* 1973), Jurist und Politiker
- Nuno Resende (* 1973), belgisch-portugiesischer Popsänger
- Miguel Simão (* 1973), Fußballspieler
- Eduardo Filipe Coelho (* 1974), Arzt und ehemaliger Handballnationalspieler
- Jacinto Lucas Pires (* 1974), Schriftsteller, Drehbuchautor und Regisseur
- Hugo Vieira da Silva (* 1974), Filmregisseur und Drehbuchautor
- Filipa César (* 1975), Künstlerin und Filmschaffende
- João Barbosa (* 1975), Autorennfahrer
- Jorge Sousa (* 1975), internationaler Fußballschiedsrichter
- Carlos Bunga (* 1976), afroportugiesischer Künstler
- Ricardo Martins da Costa (* 1976), Handballspieler
- Rui Costa (* 1976), Fußball-Schiedsrichter
- Tiago Monteiro (* 1976), Autorennfahrer
- Luís Miguel Rocha (1976–2015), Schriftsteller
- Leonor Baldaque (* 1977), Schauspielerin
- André Villas-Boas (* 1977), Fußballtrainer
- Miguel Araújo (* 1978), Liedermacher und Popmusiker
- Mário Gajo de Carvalho (* 1978), Filmregisseur
- Evelina Pereira (* 1978), Schauspielerin, Sängerin und Top-Model
- Ricardo Reis (* 1978), Wirtschaftswissenschaftler und Professor für Ökonomie
- Filipa Leal (* 1979), Journalistin, Lyrikerin, Drehbuchautorin und Fernsehmoderatorin
- Susana Santos Silva (* 1979), Jazzmusikerin
- Mónica Ferraz (* 1980), Sängerin
- João Paulo Pinto Ribeiro (* 1980), Fußballspieler
- Sérgio Paulo Barbosa Valente (* 1980), Fußballspieler

### 1981 bis 1990
- José Moreira (* 1982), Fußballtorhüter
- Jorge Trêpa (* 1982), Schauspieler
- João Villas-Boas (* 1982), Schauspieler
- Pedro Fraga (* 1983), Ruderer
- Raúl Meireles (* 1983), Fußballspieler
- Nuno Mendes (* 1984), olympischer Ruderer
- Álvaro Parente (* 1984), Autorennfahrer
- Luís Carlos Correia Pinto (Luisinho, * 1985), Fußballspieler
- Maria Mendes (* ≈1985), Jazzsängerin
- Paulo Machado (* 1986), Fußballspieler
- Pedro Petiz (* 1986), portugiesischer Rennfahrer
- RAC, DJ und Musikproduzent in den USA
- Vítor Hugo Gomes Paços (* 1987), Fußballspieler
- Tiago Pinto (* 1988), Fußballspieler
- Tiago Jorge Oliveira Lopes (* 1989), Fußballspieler

### Ab 1991
- Sara Sampaio (* 1991), Model
- Rui Ferreira (* 1992), Pokerspieler
- Marta Hurst (* 1992), Volleyball- und Beachvolleyballspielerin
- André Gomes (* 1993), Fußballspieler
- João Mário (* 1993), Fußballspieler
- Rui Soares (* 1993), Squashspieler
- Jorge Viterbo Ferreira (* 1994), Schachspieler
- Gonçalo Paciência (* 1994), Fußballspieler
- Gonçalo Oliveira (* 1995), Tennisspieler
- João Gonzalez (* 1996), Filmregisseur und Animator
- Diogo Jota (1996–2025), Fußballspieler
- Francisco Cabral (* 1997), Tennisspieler
- Miguel Martins (* 1997), Handballspieler
- Diogo Leite (* 1999), Fußballspieler
- João Pedrosa (* 2000), Volleyball- und Beachvolleyballspieler
- Diogo Ferreira (* 2001), Handballspieler
- Francisco Meixedo (* 2001), Fußballspieler
- Stefan Petrić (* 2001), serbischer Handballspieler
- Henrique Rocha (* 2004), Tennisspieler
- João Tomás de Sousa Moreira Cruz (* 2005), portugiesisch-luxemburgischer Fußballspieler